# Јоже Грегорчич
Јоже Грегорчич – Јоже Горењц (Волоско, код Ријеке, 30. јул 1903 — планина Ратитовец, 9. септембар 1942) био је учесник Шпанског грађанског рата и Народноослободилачке борбе и народни херој Југославије.

## Биографија
Основну школу завршио је у родном месту, након чега је неко време похађао немачку школу у Опатији. После школе је отишао у Пулу, а затим у Пивку, где је радио као слуга код једног сељака.
Након завршетка Првог светског рата, вратио се у Волоско али пошто није било посла, с братом Иваном је отишао у Филах, Аустрија. Пошто ни тамо није било посла, вратио се у Југославију. Напослетку се запослио код једног хотелијера. Од 1923. до 1925. годиње, служио је војску у Крагујевцу. После тога се запослио у железари у Јесеницама. Тамо се прикључио радничком покрету и био активан у културно-просветним и фискултурним друштвима.
Због учешћа на једној приредби 1928. године, где је изводио гимнастичке вежбе уз звуке Интернационале, кажњен је затвором. Члан Комунистичке партије Југославије постао је 1931. године. Године 1936, отпуштен је с посла због учешћа у организацији штрајка.
Године 1936. пријавио се за одлазак у Шпанију, али му је партијско руководство дозволило одлазак тек 1937. године. Међутим, у Далмацији је био ухваћен после провале на броду „Ла Корзе“, па се вратио у Словенију. У мају 1937, успешно се пребацио у Шпанију преко Француске. Током рата био је борац у Петнаестој, а затим 129. интернационалној бригади као комесар чете, а затим комесар батаљона „Димитров“ у чину капетана. Након преласка Пиринеја, био је смештен у француски логор. Године 1940, успео се укрцати на југословенски брод у Марсеју као слепи путник.
По повратку у Јесенице, постао је секретар Окружног комитета КПЈ. Јуна 1941, био је учесник Конференције у Љубљани. Од 28. јула 1941. био је командир Јесеничке партизанске чете, а од 5. августа командант батаљона „Иван Цанкар“. Кад је у пролеће 1942. формирана Прва група НОП одреда, постао је њен командант.
Приликом обиласка Селшке партизанске чете, 9. септембра 1942, на планини Ратитовец затекла га је немачка акција на висоравни Јеловица. Чета је упала у заседу, при чему је Грегорчич био рањен у ногу. Другови су га сакрили у канал с намером да касније дођу по њега. Са њим је остала и његова вереница Марта Тавчар. Док су немачки војници претраживали шуму, открили су Грегорчича и Марту. Остало је непознато да ли су се они сами убили или су погинули у борби.
Указом Президијума Народне скупштине ФНРЈ Југославије 5. јула 1951. проглашен је за народног хероја.